# 徐良
徐 良（じょ りょう、1893年〈光緒19年〉 - 1951年7月10日）は、中華民国の外交官・政治家。南京国民政府（汪兆銘政権）で外交の要職についた人物。字は善伯。

## 事績
父は康有為の弟子で変法派の徐勤。父徐勤が横浜大同学校の校長に就任したため、徐良も横浜大同学校で学び、次いでアメリカに留学してコロンビア大学、ワシントン大学を卒業した。帰国後は北京政府の司法部、外交部、内務部で秘書をつとめた。その後、駐米公使館秘書、広東省長公署秘書、直魯豫巡閲使参賛、瓊州交渉員、両広巡閲使署高等顧問、総統府顧問、山東督軍公署顧問、長江巡閲使顧問などを歴任した。国民政府でも、駐米公使館随員、外交部秘書庁弁事員をつとめた。
1940年（民国29年）3月、汪兆銘（汪精衛）が南京国民政府を樹立すると、徐良もこれに参加した。外交部政務次長に任命され、中央政治委員会外交専門委員会主任委員も兼任した。7月、日本との国交交渉で代表をつとめる。翌年2月、東亜聯盟中国総会常務理事に就任する。翌月、文物保管委員会委員長となった。
10月、駐日大使として赴任し、修聘使節として満洲国に特派される。12月、帰国して外交部長に昇格し（前部長の褚民誼と大使を交代）、翌年10月までその地位にあった。その後も、華北政務委員会委員、国民政府委員などをつとめている。
日本敗北後の1945年（民国34年）、徐良と元・天津市長の温世珍は、蔣介石の国民政府により漢奸として逮捕され、死刑判決を宣告された。しかし、二人共執行されることなく天津市でそのまま収監され続け、中国人民解放軍による天津攻略が間近に迫った1948年（民国37年）末に、いったん釈放されている。翌1949年1月、新たに成立した天津市人民政府により徐と温は再び漢奸として逮捕された。
中華人民共和国成立後の1951年7月10日、徐良と温世珍は天津市当局から死刑を宣告され、直ちに天津市の小王荘刑場で執行された。徐、享年59。

## 注
1. ↑  東亜問題調査会『最新支那要人伝』79頁は1892年生まれとするが、本記事は徐友春主編『民国人物大辞典 増訂版』1195頁をとる。
2. ↑  『人民日報』1949年2月12日、1頁。なお、徐の逮捕は1月20日、温の逮捕は22日である。
3. ↑  『人民日報』1951年7月12日、1頁。